# Philus ophthalmicus
Philus ophthalmicus é uma espécie de coleóptero da tribo Philiini (Philinae); distribuídos apenas em Bórneu e Sumatra.

## Sistemática
- Ordem Coleoptera
  - Subordem Polyphaga
    - Infraordem Cucujiformia
      - Superfamília Chrysomeloidea
        - Família Vesperidae
          - Subfamília Philinae
            - Tribo Philiini
              - Gênero Philus
                - Philus ophthalmicus (Pascoe, 1886)